# Pacaás Novos nationalpark
Pacaás Novos nationalpark är en nationalpark i Brasilien.   Den ligger i kommunen São Miguel do Guaporé och delstaten Rondônia, i den centrala delen av landet, 1 700 km väster om huvudstaden Brasília. Pacaás Novos National Park ligger 300 meter över havet.
Terrängen runt Pacaás Novos nationalpark är kuperad åt sydväst, men åt nordost är den platt. Runt Pacaás Novos nationalpark är det mycket glesbefolkat, med 3 invånare per kvadratkilometer..
I omgivningarna runt Pacaás Novos nationalpark växer i huvudsak städsegrön lövskog. Savannklimat råder i trakten. Årsmedeltemperaturen i trakten är 23 °C. Den varmaste månaden är oktober, då medeltemperaturen är 25 °C, och den kallaste är december, med 22 °C. Genomsnittlig årsnederbörd är 1 814 millimeter. Den regnigaste månaden är februari, med i genomsnitt 327 mm nederbörd, och den torraste är augusti, med 14 mm nederbörd.